# Amalia von Mengden
Amalia von Mengden, född 1799, död 1864, var en rysk fabrikör. Hon var gift med generalen och fabriksägaren baron Michail Alexandrovitj von Mengden och var direktör för Mengdens textilfabrik i Kostroma mellan 1830 och 1864. Hon räknas som Rysslands första, eller en av de första, kvinnliga industrimagnater.